# Ţāherābād-e Tork
Ţāherābād-e Tork (persiska: طاهر آباد ترک, Ţāherābād-e Torkhā) är en ort i Iran.   Den ligger i provinsen Khorasan, i den nordöstra delen av landet, 800 km öster om huvudstaden Teheran. Ţāherābād-e Tork ligger 1 246 meter över havet och antalet invånare är 138.
Terrängen runt Ţāherābād-e Tork är huvudsakligen kuperad, men söderut är den bergig.Runt Ţāherābād-e Tork är det ganska tätbefolkat, med 185 invånare per kvadratkilometer. Närmaste större samhälle är Ţarqeţey, 18,3 km norr om Ţāherābād-e Tork. Omgivningarna runt Ţāherābād-e Tork är i huvudsak ett öppet busklandskap.